# Hans-Joachim Egelhaaf
Hans-Joachim Egelhaaf (* 1958 in Esslingen) ist ein deutscher Chemiker und Privatdozent an der Friedrich-Alexander-Universität Erlangen-Nürnberg, der vor allem für seine Forschungen zur Photovoltaik bekannt ist. 

## Leben
Egelhaaf studierte Chemie an der Universität Tübingen. Nach dem Diplom 1990 promovierte er dort 1996 zum Thema Deactivation of Electronically Excited States of a-Oligothiophenes in Solution and in Highly Ordered Thin Films. Nach seiner Habilitation im Jahr 2006 (Thema: Ultrafast spectroscopy of photoinduced electron transfer at organic/inorganic interfaces) absolvierte er zwei Auslandsaufenthalte am Polytechnikum Mailand (2005/06) und an der Universität Linz (2006–2008). Von 2009 bis 2012 arbeitete er als leitender Wissenschaftler bei der Konarka Technologies GmbH in Nürnberg und von 2012 bis 2014 war er Leiter der Forschungs- und Entwicklungsabteilung der Belectric OPV GmbH in Nürnberg. Seit 2014 war Egelhaaf Leiter der Arbeitsgruppe „Solarfabrik der Zukunft“, zunächst am Bayerischen Zentrum für Angewandte Energieforschung und dann am Helmholtz-Institut Erlangen-Nürnberg. Seit Juli 2024 befindet er sich im Ruhestand.

## Forschung
Egelhaafs Arbeitsgruppe beschäftigt sich mit der Entwicklung neuer Konzepte für die Herstellung von Solarmodulen mittels Druckverfahren und von entsprechenden Produktionsprozessen mit hohem Durchsatz. Erforscht werden hierfür sowohl organische als auch Perowskit-basierte Solarzellen. Ein wichtiges Ziel ist die Hochskalierung von kleinen, hocheffizienten Zellen auf großflächige Module für die industrielle Anwendung unter Minimierung von Effizienzverlusten. 2023 erreichte ein von Egelhaaf mitentwickeltes Solarmodul einen Wirkungsgrad von über 14 Prozent, ein neuer Weltrekord für organische Photovoltaikmodule.

## Veröffentlichungen
Egelhaaf ist Co-Autor bei mehr als 180 Artikeln in verschiedenen internationalen wissenschaftlichen Fachzeitschriften und Büchern. Sein h-Index ist 65 und seine Veröffentlichungen wurden mehr als 13000-mal zitiert. Eine Liste seiner Publikationen findet sich bei Google Scholar. Die meistzitierte Arbeit Egelhaafs (758 Zitate) erschien 2013 bei dem renommierten Fachjournal Nature Materials und beschäftigt sich mit der Rolle von Exzitonen bei der lichtinduzierten Erzeugung von Ladungsträgern in Polymer-basierten Solarzellen.